# Eliška Pešková

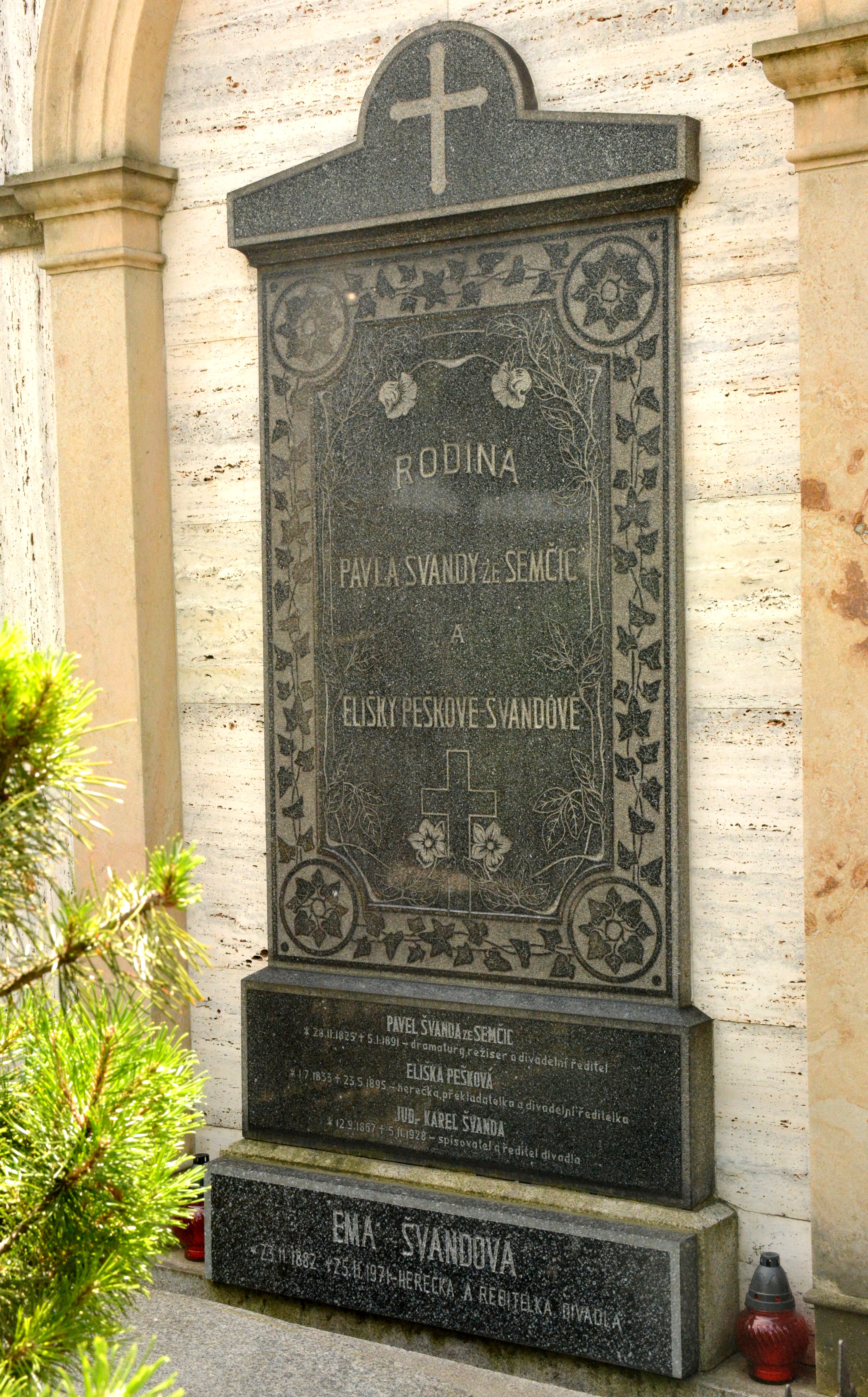
Rodinná hrobka Pavla Švandy ze Semčic – Vyšehradský hřbitov v Praze

Eliška Pešková, rozená Elisabeth Peschke, provdaná Eliška Švandová ze Semčic (1. července 1833 Praha – 23. května 1895 Praha), byla česká divadelní herečka.

## Život
Pocházela z dvojjazyčné rodiny hostinského z Platnéřské ulice v Praze. Její otec byl Němec, rodák z Vratislavi, usazený v Praze. Její matka byla Češka. Přes léto měl otec pronajatou restauraci u německého divadla v Karlových Varech. Její mladší sestrou byla pedagožka a překladatelka Matylda Pešková. Ve čtrnácti letech se stala žačkou členky německé zemské činohry Niny Herbstové (ještě jako Elisabeth Peschke), později se stala členkou souboru Divadla sv. Mikuláše. V roce 1849 vystoupila poprvé v Praze v několika rolích, a to s velkým úspěchem. Později byla angažována v Teplicích, ještě téhož roku ji ale pozval do Prahy Josef Kajetán Tyl a osobně ji naučil hrát v češtině. V roce 1849 vystoupila ve své první české roli v nově otevřené Aréně v Pštrosce, již jako Eliška Pešková. Brzy se stala jednou z nejpopulárnějších členek českého zemského (Stavovského) divadla.
V roce 1850 se provdala za známého divadelníka Pavla Švandu ze Semčic a začala vystupovat v jeho divadelní společnosti. Z Prozatímního divadla byla po neshodách s hlavním režisérem Josefem Jiřím Kolárem v roce 1870 propuštěna se zdůvodněním, že zmeškala představení. Vystupovala pak již jen ve Švandově společnosti. Jejím hlavním oborem byly role sentimentálních milovnic v salónních komediích; většina her, v nichž hrála, je již zapomenuta. Ovlivnila mnoho českých hereček své a následující generace. Sama také napsala asi dvacet dramat, z velké části dramatizace jiných literárních děl, údajně na 600 dramat také přeložila z francouzštiny a němčiny.

## Citát
"Neznali jste Peškovou? Pak nevíte, co je to veseloherní herečka!", říkávali staří Pražané mladým. A skutečně stěží by se byla našla jí podobná. Vyšplhala se z copatých, prostořekých žabek do salónních subret, v nichž zahrocovala pointy v bodavé šípy, a dospívala v plamennou debatérku. Léta formovala její projev. Získal na jasnosti a ostrosti...Její nejpádnější zbraní byla ovšem bezprostřednost výrazu, tryskající z nevyčerpatelné svěžesti její osobnosti. 
Rudolf Deyl 